# Grand Prix moto de Malaisie 2005
Le  Grand Prix moto de Malaisie 2005 est la treizième manche du championnat du monde de vitesse moto 2005. La compétition s'est déroulée du 23 au 25 septembre 2005 sur le circuit international de Sepang. C'est la 15e édition du Grand Prix moto de Malaisie.

## Classement final MotoGP
| Pos. | Pilote           | Moto     | Temps           | Grille | Points |
| ---- | ---------------- | -------- | --------------- | ------ | ------ |
| 1    | Loris Capirossi  | Ducati   | 43 min 27 s 523 | 1      | 25     |
| 2    | Valentino Rossi  | Yamaha   | +1 s 999        | 7      | 20     |
| 3    | Carlos Checa     | Ducati   | +2 s 069        | 8      | 16     |
| 4    | Nicky Hayden     | Honda    | +9 s 227        | 6      | 13     |
| 5    | Marco Melandri   | Honda    | +15 s 886       | 9      | 11     |
| 6    | Max Biaggi       | Honda    | +16 s 826       | 12     | 10     |
| 7    | Kenny Roberts Jr | Suzuki   | +17 s 249       | 5      | 9      |
| 8    | Alex Barros      | Honda    | +18 s 221       | 11     | 8      |
| 9    | John Hopkins     | Suzuki   | +20 s 125       | 3      | 7      |
| 10   | Colin Edwards    | Yamaha   | +22 s 275       | 10     | 6      |
| 11   | Toni Elias       | Yamaha   | +29 s 856       | 14     | 5      |
| 12   | Makoto Tamada    | Honda    | +51 s 672       | 15     | 4      |
| 13   | Roberto Rolfo    | Ducati   | +1 min 05 s 365 | 17     | 3      |
| 14   | Shane Byrne      | Honda    | +1 min 19 s 106 | 18     | 2      |
| 15   | Ruben Xaus       | Yamaha   | +1 min 19 s 356 | 16     | 1      |
| 16   | Franco Battaini  | Blata    | +1 min 55 s 882 | 19     |        |
| Abd. | James Ellison    | Blata    | Abandon         | 20     |        |
| Abd. | Olivier Jacque   | Kawasaki | Abandon         | 13     |        |
| Abd. | Shinya Nakano    | Kawasaki | Abandon         | 4      |        |
| Abd. | Sete Gibernau    | Honda    | Abandon         | 2      |        |

## Classement final 250 cm3
| Pos  | Pilote            | Moto    | Temps           | Grille | Points |
| ---- | ----------------- | ------- | --------------- | ------ | ------ |
| 1    | Casey Stoner      | Aprilia | 43 min 23 s 138 | 4      | 25     |
| 2    | Alex De Angelis   | Aprilia | +3 s 133        | 3      | 20     |
| 3    | Sebastian Porto   | Aprilia | +4 s 111        | 5      | 16     |
| 4    | Randy de Puniet   | Aprilia | +7 s 569        | 7      | 13     |
| 5    | Hiroshi Aoyama    | Honda   | +10 s 109       | 1      | 11     |
| 6    | Hector Barbera    | Honda   | +26 s 123       | 8      | 10     |
| 7    | Yuki Takahashi    | Honda   | +27 s 301       | 18     | 9      |
| 8    | Roberto Locatelli | Aprilia | +28 s 006       | 14     | 8      |
| 9    | Sylvain Guintoli  | Aprilia | +59 s 478       | 9      | 7      |
| 10   | Taro Sekiguchi    | Aprilia | +59 s 579       | 23     | 6      |
| 11   | Dirk Heidolf      | Honda   | +1 min 01 s 437 | 15     | 5      |
| 12   | Chaz Davies       | Aprilia | +1 min 04 s 004 | 20     | 4      |
| 13   | Mirko Giansanti   | Aprilia | +1 min 04 s 803 | 21     | 3      |
| 14   | Steve Jenkner     | Aprilia | +1 min 12 s 500 | 22     | 2      |
| 15   | Martín Cárdenas   | Aprilia | +1 min 21 s 073 | 24     | 1      |
| 16   | Erwan Nigon       | Aprilia | +1 min 31 s 925 | 25     |        |
| 17   | Mathieu Gines     | Aprilia | +1 min 51 s 975 | 26     |        |
| 18   | Nicklas Cajback   | Yamaha  | +1 tour         | 28     |        |
| 19   | Jakub Smrž        | Honda   | +1 tour         | 13     |        |
| Abd. | Simone Corsi      | Aprilia | Abandon         | 10     |        |
| Abd. | Alex Baldolini    | Aprilia | Abandon         | 19     |        |
| Abd. | Arnaud Vincent    | Fantic  | Abandon         | 27     |        |
| Abd. | Dani Pedrosa      | Honda   | Abandon         | 2      |        |
| Abd. | Anthony West      | KTM     | Abandon         | 17     |        |
| Abd. | Andrea Ballerini  | Aprilia | Abandon         | 11     |        |
| Abd. | Andrea Dovizioso  | Honda   | Abandon         | 6      |        |
| Abd. | Alex Debón        | Honda   | Abandon         | 12     |        |
| Abd. | Radomil Rous      | Honda   | Abandon         | 16     |        |

## Classement final 125 cm3
| Pos  | Pilote             | Moto     | Temps           | Grille | Points |
| ---- | ------------------ | -------- | --------------- | ------ | ------ |
| 1    | Thomas Lüthi       | Honda    | 43 min 02 s 214 | 1      | 25     |
| 2    | Mika Kallio        | KTM      | +0 s 002        | 4      | 20     |
| 3    | Mattia Pasini      | Aprilia  | +9 s 684        | 2      | 16     |
| 4    | Hector Faubel      | Aprilia  | +9 s 709        | 9      | 13     |
| 5    | Gabor Talmacsi     | KTM      | +9 s 892        | 3      | 11     |
| 6    | Julian Simon       | KTM      | +11 s 936       | 8      | 10     |
| 7    | Fabrizio Lai       | Honda    | +19 s 632       | 13     | 9      |
| 8    | Manuel Poggiali    | Gilera   | +19 s 755       | 7      | 8      |
| 9    | Marco Simoncelli   | Aprilia  | +19 s 967       | 5      | 7      |
| 10   | Tomoyoshi Koyama   | Honda    | +20 s 071       | 11     | 6      |
| 11   | Mike Di Meglio     | Honda    | +20 s 158       | 10     | 5      |
| 12   | Lukas Pesek        | Derbi    | +20 s 427       | 6      | 4      |
| 13   | Pablo Nieto        | Derbi    | +21 s 178       | 23     | 3      |
| 14   | Alexis Masbou      | Honda    | +24 s 199       | 15     | 2      |
| 15   | Aleix Espargaro    | Honda    | +24 s 266       | 14     | 1      |
| 16   | Sergio Gadea       | Aprilia  | +24 s 481       | 18     |        |
| 17   | Joan Olive         | Aprilia  | +24 s 615       | 12     |        |
| 18   | Andrea Iannone     | Aprilia  | +48 s 038       | 24     |        |
| 19   | Enrique Jerez      | Derbi    | +48 s 157       | 17     |        |
| 20   | Lorenzo Zanetti    | Aprilia  | +49 s 093       | 19     |        |
| 21   | Sandro Cortese     | Honda    | +49 s 207       | 22     |        |
| 22   | Imre Tóth          | Aprilia  | +1 min 02 s 994 | 26     |        |
| 23   | Dario Giuseppetti  | Aprilia  | +1 min 03 s 000 | 25     |        |
| 24   | Manuel Hernandez   | Aprilia  | +1 min 03 s 756 | 21     |        |
| 25   | Mateo Tunez        | Aprilia  | +1 min 11 s 588 | 31     |        |
| 26   | Alvaro Bautista    | Honda    | +1 min 20 s 152 | 20     |        |
| 27   | David Bonache      | Honda    | +1 min 23 s 094 | 29     |        |
| 28   | Jordi Carchano     | Aprilia  | +1 min 32 s 733 | 28     |        |
| 29   | Way On Cheung      | Honda    | +1 min 47 s 362 | 37     |        |
| 30   | Sasha Hommel       | Malaguti | +1 min 47 s 672 | 35     |        |
| 31   | Doni Tata Pradita  | Yamaha   | +2 min 20 s 854 | 36     |        |
| Abd. | Toshihisa Kuzuhara | Honda    | Abandon         | 27     |        |
| Abd. | Michele Pirro      | Malaguti | Abandon         | 30     |        |
| Abd. | Federico Sandi     | Honda    | Abandon         | 34     |        |
| Abd. | Raffaele de Rosa   | Aprilia  | Abandon         | 16     |        |
| Abd. | Vincent Braillard  | Aprilia  | Abandon         | 32     |        |
| Abd. | Karel Abraham      | Aprilia  | Abandon         | 33     |        |